# عبد العزيز المنصور (لاعب كرة قدم)
عبد العزيز إبراهيم المنصور لاعب كرة قدم سعودي محترف ، يلعب في مركز مدافع.
كانت بداياته مع نادي الوحدة و أعاره الوحدة إلى نادي الاتفاق لمدة 4 أشهر و انتقل بعده إلى نادي الفيحاء و أعير إلى نادي الكوكب عام 2018 و أعير إلى نادي العين في عام 2019 .